# Michael Buckley (réalisateur)
Pour les articles homonymes, voir Michael Buckley et Buckley (homonymie).
Michael Buckley, né en 1950, est un journaliste, écrivain et réalisateur canadien qui a acquis une solide connaissance sur le Tibet au travers de nombreux voyages.  

## Biographie
Le 9 janvier 2012, Michael Buckley participe à une conférence intitulée Tibet the Third Pole and its impact on Asia’s future et organisé par l'Association des femmes tibétaines en exil.

## Filmographie
- Plundering Tibet (2014)
- From Nomad to Nobody (2011)
- Meltdown in Tibet (2009)